# 浙江大学传媒与国际文化学院
浙江大学传媒与国际文化学院是隶属于浙江大学人文学部的一所学院，为浙江大学的第23所学院。设有新闻传播学系、影视动漫学系、广告传播学系、编辑出版学系、传媒政治学系和汉语文化传播学系6个学系。

## 概况
学院现有教职工59人，其中14名教授，28名副教授。拥有浙江省地方政府与社会治理研究中心、浙江省传播与文化产业研究中心2个省级重点研究基地；传播学、美学、政治学3个博士点；传播学、新闻学、美学、广播电视艺术、政治学5个硕士点；以及传播研究所（省级重点学科）、美学与艺术批评研究所（省级重点学科）、新闻传媒与社会发展研究所、广播影视研究所、国际文化与社会思想研究所6个研究所。
现任院长为中国社会科学院社会学所博士后吴飞。